# 穆罗姆采沃 (鄂木斯克州)
穆罗姆采沃（羅馬化：Muromtsevo）是俄罗斯鄂木斯克州的工人村（市级镇）、穆罗姆采沃区行政中心及规模最大聚居地，地处鄂木斯克州东部，位于鄂毕河流域额尔齐斯河一支流塔拉河畔，镇西部则有塔拉河一支流休特克斯河（Сюткес）流经。州府鄂木斯克位于该镇西南方。
该地2021年人口有10,147人；2010年人口10,776；2002年人口11,283；1989年人口11,452。